# Regimento das Missões do Estado do Maranhão e Grão-Pará
O Regimento das Missões do Estado do Maranhão e Grão-Pará, decretado por Pedro II, Rei de Portugal, em 21 de dezembro de 1686, por meio de 24 parágrafos, concedia o direito de tutela dos nativos capturados aos missionários portugueses.

## Direitos
Permitia que os missionários aculturassem e doutrinassem os índios para converte-los em cristãos.
Pouco tempo depois, foi criada a "Junta Geral das Missões", que autorizava:
1. os "descimentos", por meio dos quais os missionário persuadiam nativos a sair de suas aldeias de origem para viver nas aldeias de controladas por missionários;
2. as tropas de resgates, que resgatavam nativos presos por nativos de outras tribos; e
3. as guerras justas.

Foi complementado por outros atos, como o Alvará de 28 de abril de 1688 (Alvará dos Resgates) e as Provisões de 1718 e 1728 (sobre os descimentos).
Cabe destacar que embora maioria das missões fossem controladas pelo jesuítas, havia também missões controladas pelos franciscanos da da Província de Santo Antônio.
Esteve vigente por sete décadas, até a sua revogação pelo Marquês de Pombal que o substituiu pelo Regimento do Diretório dos Índios, publicado em 08 de maio de 1758   .

## Antecedentes
Em 29 de maio de 1537, o Papa Paulo III publicou a Bula Veritatis Ipsa que declarava que os nativos das Américas eram homens e, portanto, possuíam alma.
Em 26 de julho de 1596, foi publicada uma Lei que concedia aos jesuítas a exclusividade na atividade de "descer" os povos nativos do "sertão" para instalá-los em aldealmentos estabelecidos no litoral .
Em 30 de julho de 1609, o Rei Felipe II de Portugal determinou a liberdade dos povos nativos do Brasil.
Em 10 de setembro de 1611, Felipe II publicou outro ato sobre a questão, no qual autoriza o cativeiro dos nativos capturados em guerra justa e retirava dos jesuítas o monopólio nos "descimentos" e da administração espiritual e temporal dos nativos aldeados .
Em 1628, expedições comandadas pelos bandeirantes Manuel Preto e Antônio Raposo Tavares, assolaram diversas missões para escravizar milhares de nativos. Naquele contexto, os jesuítas reuniram aqueles que escaparam da captura e estabeleceram-se na região abaixo do Salto das Sete Quedas, no Rio Paraná.
Com as ameaças de novos ataques, eles recorreram ao Império Espanhol e ao Vaticano. Em resposta, o Papa Urbano VII revalidou, para o Brasil, a Bula segundo a qual seriam excomungados os que escravizassem povos nativos das Américas.
Em 10 de novembro de 1647, foi publicado um Alvará Régio que declarou a liberdade dos nativos do Estado do Maranhão.
Em 17 de outubro de 1653, foi promulgado um novo Diploma Régio sobre a liberdade e o cativeiro dos nativos, que atendeu aos interesses dos colonos para explorar a mão de obra nativa .
Em 9 de abril de 1655, foi publicada uma nova Lei sobre o Resgate dos Índios, que atendeu a pedidos do Padre Antônio Vieira, na época do Rei João IV de Portugal.
Em 12 de setembro de 1663, Dom Afonso VI retirou dos jesuítas a primazia da administração temporal dos povos nativos no Estado do Maranhão, de modo que as Câmaras de Belém e de São Luís passaram a controlar essa administração.
Em 4 de dezembro de 1677, houve uma alteração na norma que dispunha sobre a repartição dos nativos, de 12 de setembro 1663, que retirou a autonomia da Câmara municipal em apontar anualmente um oficial para a distribuição dos índios para o trabalho aos colonos e atribui ao Bispo essa competência, que seria exercida em conjunto com o pároco e o chefe nativo da aldeia, além do Ministro de maior grau de justiça que houvesse onde fosse feita a repartição. Essa mudança gerou novos conflitos entre as Câmaras e as autoridades locais, o que gerou nova alteração na norma sobre a repartição dos índios, em 31 de março 1680, que fez com que a repartição voltasse a ser de competência de pessoa eleita pela Câmara, que atuaria em conjunto com o Bispo e o Prelado de Santo Antônio .
Em 1º de abril de 1680, foi publicada a "Provisão Régia sobre a Repartição dos Índios no Maranhão" e uma nova lei que conferia liberdade aos povos nativos ("Lei sobre a Liberdade do Gentio do Maranhão)  , fruto, em parte, dos esforços do Padre Antônio Vieira, que proibia qualquer tipo de cativeiro de nativos no Estado do Maranhão e o encaminhamento de todos os nativos encontrados em cativeiro para os aldeamentos missionários. Posteriormente, foram decretadas outras ordens régias complementares, entre elas as que indicavam os jesuítas como administradores preferenciais dos nativos já aldeados e exclusivos para os descimentos a serem feitas nos sertões, em detrimento das demais Ordens Religiosas estabelecidas na região.
Em 2 de setembro de 1684, foi publicado Alvará permitindo a administração particular de aldeamentos livres de nativos.
Essas leis não tiveram boa aceitação por parte dos moradores daquele Estado, culminando, em 1684, com uma revolta e nova expulsão dos jesuítas da região (Revolta de Beckman).
Posteriormente, após o restabelecimento da paz no Estado, os jesuítas retornaram e foi publicado o Regimento das Missões.

## Personagens e conflitos envolvidos na elaboração do Regimento
Dentre os personagens que contribuíram para a publicação do Regimento das Missões, merece destaque o jesuíta João Felipe Bettendorff, natural de Luxemburgo, embarcou para o Maranhão em 1660, foi missionário em aldeias do Rio Amazonas, reitor do Colégio do Maranhão e do Colégio do Pará, Superior das Missões por dois mandatos: entre 1668 e 1674, e entre 1690 e 1693. Esteve na corte tratando dos assuntos das missões do Maranhão entre 1684 e 1688, quando regressou para o Estado do Maranhão, onde permaneceu até sua morte em 1698. Em 1684, quando os jesuítas foram expulsos do Maranhão (Revolta de Beckman), embarcou para o reino, onde informou ao Rei sobre os fatos e pediu o retorno dos jesuítas.
O Padre Bettendorff teve diversos encontros com Roque Monteiro Paim para obter condições para o retorno dos padres jesuítas ao Estado do Maranhão.
Por outro lado, também chegaram à Corte pedidos dos moradores para que voltassem a ser autorizadas expedições aos sertões para capturar nativos para serem utilizados como cativos. Para solucionar o conflito, em 1684, foi instalada a Junta dos Negócios do Maranhão formada por:
1. Conde de Vale de Reis (Presidente do Conselho Ultramarino);
2. Francisco Malheiro (Conselheiro Ultramarino e secretário da Junta dos Três Estados);
3. Roque Monteiro Paim (Secretário do rei); e
4. João Vanvessem (Conselheiro do rei e Deputado da Junta das Missões);
5. Manoel Lopes de Oliveira (Procurador da Coroa);
6. Bento Teixeira Saldanha (Conselheiro Ultramarino);
7. Ignácio Coelho da Silva (Ex-Governador Geral do Estado do Maranhão e conselheiro do rei, membro do Conselho Ultramarino); e
8. Sebastião Cardoso de Sampaio (Conselheiro Ultramarino, Procurador da Fazenda e Deputado da Junta das Missões).

A elaboração do Regimento foi conflituosa pois a utilização da mão-de-obra indígena era vital para sociedade colonial na Amazônia, razão pela qual foi o tema mais recorrente na história do Grão-Pará, principalmente a partir da segunda metade do Século XVII. As Câmaras de São Luís e do Pará, em particular no ano de 1685, enviaram vários requerimentos à Corte, nos quais se queixavam da falta de nativos para satisfazer as necessidades dos moradores nos serviços das lavouras e no comércio, solicitavam também o fim da utilização dos índios livres pelos jesuítas, que os estariam utilizando em funções diversas do apoio aos "descimentos", e a definição do serviço espiritual a ser praticado pelos religiosos.
Na época, o Estado do Maranhão era governador por Gomes Freire de Andrade.
Dentre os interlocutores dos interesses contrários aos jesuítas, merece destaque Manoel Guedes Aranha, ex-capitão mor do Pará.
Em resposta aos pleitos dos moradores, Bettendorff esclareceu que o não exercício do poder temporal inviabilizaria as missões.

## Características
Dentre as principais características do referido Regimento, pode-se citar:
1. A administração dos nativos aldeados passava com exclusividade para o controle dos religiosos, tanto no que diz respeito ao governo espiritual quanto ao temporal e político;
2. criação do Ofício de Procurador dos Índios nas capitanias do Pará e do Maranhão, que deveria ser exercido por um morador, eleito pelo governador, a partir da indicação de dois nomes pelos jesuítas;
3. proibição da moradia de homens brancos e mestiços nos aldeamentos, com exceção dos missionários;
4. previsão de que os missionários visitariam aldeias fora do território controlado por eles para convidar outros nativos a migrar para aldeamentos controlados pelas congregações religiosas (descidas), sendo que para esse tipo de atividade, os missionários receberiam apoio do governador, inclusive para garantir a segurança de tais atividades para fornecer apoio logístico;
5. parte dos nativos aldeados do sexo masculino entre 13 e 50 anos deveria ser deslocada, por determinados períodos de tempo, para servir aos não congregados, à Coroa, nos colégios e nas residências de religiosos;
6. excepcionalmente, nativas do sexo femininos poderiam ser deslocadas das aldeias para servir aos não congregados como farinheiras e amas-de-leite;
7. o serviço dos nativos deveria ser remunerado por salários a serem estipulados conforme a especificidade local [22] [3].

## Ligações Externas
- Regimento, & Leys sobre as Missoens do Estado do Maranhaõ, & Parà, & sobre a liberdade dos Indios. - Página da Biblioteca Nacional de Portugal.

## Ver Também
- Missões religiosas na Amazônia Portuguesa